# Молодцов, Владимир Александрович
Влади́мир Алекса́ндрович Молодцо́в (псевдоним — Па́вел Влади́мирович Бада́ев; 5 июня 1911, Сасово, Тамбовская губерния, Российская империя) — 12 июля 1942, Одесса, Украинская ССР) — советский разведчик, капитан государственной безопасности. Партизан, Герой Советского Союза (5 ноября 1944, посмертно). В Великую Отечественную войну руководил разведывательно-диверсионным отрядом в оккупированной Одессе. Казнён румынскими оккупантами. Место захоронения неизвестно.

## Биография
Родился 5 июня 1911 года в Сасово Тамбовской губернии в семье железнодорожника. Отец — Александр Георгиевич (1889—1976), мать — Мария Леонтьевна (1889—1934). В 1918 году поступил в Сасовскую начальную железнодорожную школу. В 1922 году семья переехала в Прозоровку (затем Кратово) Московской губернии, где он продолжил обучение в семилетней школе.
В 1926 году  вступил в комсомол и вскоре стал секретарём Кратовской ячейки. После окончания школы учился в 9-летней школе Раменского Московской области, 10-й класс окончил в Московской железнодорожной школе № 1. Трудовую деятельность начал в 1929 году чернорабочим, затем помощником слесаря. С 16 октября 1930 года по комсомольскому призыву работает на шахте Бобрик-Донского Московской области гонщиком вагонеток, забойщиком. В 1931 году становится секретарём комитета комсомола шахты, 25 апреля 1931 года  вступил в ряды ВКП(б). В 1933 году  вырос до помощника директора шахты. В 1934 году учится на рабфаке при Московском инженерно-экономическом институте им. С. Орджоникидзе. В том же году, по призыву партии, направлен на учёбу в Центральную школу НКВД СССР. С 1935 года  — в ГУГБ НКВД СССР, помощник оперуполномоченного.
С 1935 года  проживал с семьёй в Немчиновке Московской области, а с декабря 1937 года — в Москве.
В июле 1940 года Молодцов стал заместителем начальника отделения, а с 1 марта 1941 года — начальником 2-го отделения 7-го Отдела во внешней разведке. С началом Великой Отечественной войны 8 июля 1941 года проводил жену с тремя детьми в эвакуацию в Прокопьевске Кемеровской области 19 июля 1941 года, получив специальное задание от командования, прибыл в Одессу для организации партизанских соединений, а также руководства диверсионной и разведывательной работой в тылу врага под псевдонимом Павел Бадаев (оперативное имя «Кир»). Псевдоним был выбран по фамилии жены Молодцова — Антонины Бадаевой. Сама операция получила наименование «Форт». Непосредственно руководил отрядами в Одесских катакомбах и в городе. 16-18 октября 1941 года совершены первые удары партизан по румынским войскам, занявшим Одессу. 22 октября 1941 года с помощью радиофугаса была взорвана румынская комендатура, во время проводившегося там совещания. Убиты 2 генерала (в частности, комендант одесского гарнизона Ион Глогожану) и 147 офицеров. 17 ноября 1941 года был совершён подрыв люкс-эшелона с администрацией для оккупированной Одессы в районе станции «Застава». Уничтожено свыше 250 офицеров и чиновников. До начала 1942 года, несмотря на исключительно сложные условия пребывания в катакомбах, отрядом партизан неоднократно разрушались линии проводной связи, железнодорожное полотно, совершались диверсии в морском порту, была взорвана дамба Хаджибейского лимана, уничтожалась живая сила и техника противника, минировались дороги, добывалась ценная разведывательная информация для Ставки. Советская авиация не раз наносила точные бомбовые удары, координаты для которых командир передавал в «Центр». Отряд в 75-80 человек, базировавшийся в катакомбах, отвлекал на себя значительные силы войск «СС» и полевой жандармерии численностью до 16 тыс. человек. Румынские и немецкие службы безопасности взрывали, минировали и бетонировали выходы, пускали в шахты ядовитые газы, отравляли воду в колодцах, оставляли засады и т. п., но отряд действовал.
9 февраля 1942 года в результате предательства одного из членов отряда арестованы командир соединения <П.Бадаев> (Молодцов В. А.), его связные Т. У. Межигурская и Т. Г. Шестакова, а также Я. Я. Гордиенко на явочной квартире в городе. В тюрьме сигуранцы командир и партизаны мужественно переносили изуверские пытки, но никого не выдали.
29 мая 1942 года впервые заговорил только после оглашения смертного приговора — на предложение подать просьбу о помиловании он ответил: «Мы на своей земле помилования у врагов не просим!».
Расстрелян 12 июля 1942 года в Одессе. Место захоронения неизвестно. Символическая могила-кенотаф находится на одесской Аллее Славы.

## Награды
- Указом Президиума Верховного Совета СССР от 5 ноября 1944 года за геройский подвиг проявленный при выполнении специальных заданий в тылу противника, капитану государственной безопасности Молодцову Владимиру Александровичу посмертно присвоено звание Героя Советского Союза.
- Орден Ленина.
- Орден Красного Знамени (17.02.1942).
- Медали «За оборону Одессы» и «Партизану Отечественной войны» 1 степени.

## Память
- Именем В. А. Молодцова названы: улицы в Москве, Одессе, Рязани, Туле, Донском, Кратово, проспект в Сасово, стадион, дворец культуры и сквер в городе Донском, турбаза в Одессе.
- Имя Молодцова внесено в списки героев в залах Славы Центральных музеев ВОВ в Москве и Киеве.
- Кенотаф на Аллее Славы в Одессе.
- 1982 год — построен электропоезд ЭР2-1277 «Имени героя СССР В. А. Молодцова».
- 1985 год — открыт памятник в г. Рязань на ул. Октябрьская. Скульптор А. П. Усаченко.
- 1985 год — на заводе «Красное Со́рмово» спущен на воду сухогруз (река-море) «Владимир Молодцов».
- В Москве 27.04.2010 года открыта мемориальная доска по адресу: ул. Полярная, д. 20, корп. 1 (Северное Медведково).
- В городе Донской 22.06.2015 года открыта мемориальная доска по адресу: микрорайон Центральный, ул. Молодцова д. 25.
- В школах разных городов созданы музеи о жизни и боевых подвигах В. А. Молодцова и его отряда:
  - п. Кратово — школа № 98 «Имени героя Советского Союза Владимира Молодцова»,
  - г. Москва — школа № 285 «Имени героя Советского Союза В. А. Молодцова»,
  - г. Рязань — лицей № 52. Отряд В. А. Молодцова выходит на задание из Одесских катакомб

## Фильмы
- «За власть Советов» к/ст. им. Горького, 1956 г.
- «Мальчишку звали Капитаном» Одесская к/ст., 1973 г.